# Честь профессии
«Честь профессии» (укр. Честь професії) — украинская премия в области журналистики. Присуждается с 2010 года.

## История
Конкурс основан в 2009 году Украинской ассоциацией издателей периодической прессы и Независимой ассоциацией телерадиовещателей (с 2019 года — Национальная ассоциация медиа), а также при поддержке проекта «У-Медиа». Позднее конкурс был поддержан компаниями Adobe Systems Украины, «Майкрософт Украина», «Кока-Кола в Украине», «Эмвей Украина» и бизнес-школой МИМ-Киев. По словам генерального директора Украинской ассоциации периодической прессы Алексея Погорелова конкурс задумывался как украинский аналог американской Пулитцеровской премии. Сайт конкурса был запущен в январе 2010 года. Приём работ для определения лауреатов первого конкурса продолжался до 31 марта 2010 года. В жюри вошло 17 человек, включая журналистов Владимира Мостового, Андрея Куликова, Натальи Лигачёвой и Артёма Шевченко. На конкурс было подано 163 работы в пяти номинациях «Лучший материал с гражданской позицией», «Лучшая подача резонансного материала», «Лучшее журналистское расследование», «Лучшая подача сложной темы» и «Надежда журналистики».
На второй конкурс «Честь профессии» было номинировано более 200 работ. В жюри вошли журналисты Андрей Куликов, Андрей Шевченко, Валентина Самар, Виталий Портников, Алёна Притула, Александр Харченко и Сергей Рахманин. Победителями второго конкурса стали в основном представители региональных средств массовой информации. В 2012 году в жюри вошли Вахтанг Кипиани, Алёна Притула, Андрей Куликов, Савик Шустер, Зураб Аласания, Отар Довженко, Валентина Самар.
В 2013 году на конкурс было подано 934 работ от 309 различных СМИ. В жюри вошли Алексей Мустафин, Зураб Аласания, Александр Мартыненко, Наталья Гуменюк, Андрей Куликов, Валентина Самар. На следующий год в состав жюри входили Андрей Шевченко, Наталья Лигачёва, Сергей Томиленко, Сергей Рахманин, Александр Мартыненко, Отар Довженко. В 2015 году в конкурсе участвовало 627 работ, а церемония награждения транслировалась по Первому национальному телеканалу. Ведущими церемонии награждения стали Антон Середа и Наталья Седлецкая.
На конкурс 2016 года было подано 912 работ. В жюри вошли Сергей Рахманин, Виталий Портников, Андрей Цаплиенко, Александр Мартыненко, Роман Скрыпин, Ольга Сницарчук, Наталья Лигачёва и Наталья Гуменюк. В связи с присутствием в рядах членов жюри Романа Скрыпина Наталья Гуменюк в знак протеста покинула наблюдательный совет конкурса. Кроме того из-за присутствия Скрыпина отказались от участия в конкурсе журналисты «Громадского телевидения» Богдан Кутепов, Анна Цигима, Кристина Бондаренко , Андрей Сайчук, Наталья Тарасовская и журналисты «Радио Свобода» Сергей Андрушко и Михаил Ткач.
В жюри конкурса 2018 года вошли Валентина Самар, Сергей Андрушко, Денис Бигус, Андрей Цаплиенко, Осман Пашаев, Алла Мазур и Отар Довженко. В 2020 году журналисты телеканала НТА обвинили в предвзятом отношении к их работам членов жюри Олега и Наталью Онисько. Конкурс 2020 года проводился при финансовой поддержке Агентства США по международному развитию.

## Победители
| Год  | Номинация                                                        | Победитель                                                         | СМИ                             | Материал |
| ---- | ---------------------------------------------------------------- | ------------------------------------------------------------------ | ------------------------------- | --- |
| 2018 | Лучший репортаж                                                  | Антон Семиженко                                                    | Insider                         | «Четыре терабайта боли» |
| 2019 | Лучший репортаж                                                  | Татьяна Якубович, Сергей Коровайный, Владислав Закревский          | Радио «Свобода»                 | «Минная долина» |
| 2020 | Лучший репортаж                                                  | Елена Струк                                                        | Reporters                       | «Понять майя» |
| 2021 | Лучший репортаж                                                  | Кристина Кутепова, Роман Кутепов                                   | Громадское телевидение          | «Позывной „Гроб“. История арестантки» |
| 2018 | Конструктивная журналистика                                      | Екатерина Сергацкова                                               | Zaborona.com                    | «Будущее Донбасса» |
| 2020 | Конструктивная журналистика                                      | Юлиана Скибицкая                                                   | Бабель                          | «Если в селе нет воды и все завалено мусором, то зачем тогда церковь? Как священник сделал вымирающее село успешным».                                                                                           |
| 2020 | Лучшее интервью                                                  | Ольга Мальчевская, Татьяна Януцевич                                | ВВС News Украина                | «Настоящая Людмила Игнатенко: первое интервью после выхода „Чернобыля“» |
| 2021 | Лучшее интервью                                                  | Роман Кравец                                                       | Украинская правда               | «Владимир Зеленский: Порошенко много раз предлагал мне встречу. Говорил, что можем найти взаимопонимание» |
| 2020 | Лучше новостное освещение резонансного события                   | Елена Ремовская, Юлия Стець                                        | Крым. Реалии                    | «День массовых обысков и задержаний в Крыму» |
| 2021 | Лучше новостное освещение резонансного события                   | Вероника Мелкозерова                                               | NBC News                        | «A tale of two mothers: Нow a Texas couple claimed their baby from Ukraine despite the coronavirus lockdown» |
| 2020 | Лучше новостное освещение резонансного события в локальном медиа | Татьяна Скиба                                                      | TV-4                            | «Жена священника с Тернопольщины обвиняет его в домашнем насилии» |
| 2021 | Лучше новостное освещение резонансного события в локальном медиа | Марина Питиляк                                                     | Первый Западный                 | «Изуродовали или облагородили? Как селяне статую Матери Божьей в заповеднике самовольно установили» |
| 2020 | Лучшая публицистика                                              | Богдан Кутепов                                                     | Громадское телевидение          | «Хроники аннексии» |
| 2021 | Лучшая публицистика                                              | Наталья Гуменюк, Максим Каменев, Анна Цигима                       | НСТУ                            | «Убийство Гонгадзе — 20 лет в поисках правды» |
| 2020 | Лучшая публицистика в локальном медиа                            | Надежда Задорожная                                                 | UA: Донбас                      | «Вернуть Донбасс: Краматорск» |
| 2021 | Лучшая публицистика в локальном медиа                            | Дарья Твердохлеб, Владислав Мельничук, Ирина Цыбух, Яросла Цюпьяк  | UA:Днипро                       | «Игрень» |
| 2020 | Лучшее расследование                                             | Леся Иванова                                                       | Наши деньги                     | «Армия. Друзья. Бабки» |
| 2021 | Лучшее расследование                                             | Елена Логинова                                                     | Следствие. Инфо                 | «Сорвать банк» |
| 2020 | Лучшее расследование в локальном медиа                           | Анна Калаур и Виктория Журавель                                    | Четвёртая власть                | «Продажный эфир: меню Ровенская телеканалов», «Бумага все стерпит: сколько стоит кандидату обмануть читателей ровенских газет», «Продажные статьи: сколько кандидату стоит скрытая реклама на ровенских сайтах» |
| 2020 | Лучшая аналитика                                                 | Ирина Лопатина                                                     | Радио НВ                        | «Война которая насилует» |
| 2021 | Лучшая аналитика                                                 | Алла Садовик, Инна Белецкая, Дмитрий Бондарь и Александр Стратонов | НСТУ                            | «Ошибка 83» |
| 2020 | Лучшая аналитика в локальном медиа                               | Мария Ревер                                                        | Наши деньги. Львов              | «Все пошло не по плану» |
| 2021 | Лучшая аналитика в локальном медиа                               | Екатерина Шевченко                                                 | Запорожский центр расследований | «Опасные отходы, недопуск проверок и нарушений: что скрывает мусорный полигон Запорожья» |
| 2020 | Лучший репортаж в локальном медиа                                | Елена Ливицкая                                                     | Первый (Луцк)                   | «Драма промзоны. Истории из луцкого ангара, в котором поселился … театр» |
| 2021 | Лучший репортаж в локальном медиа                                | Елена Ливицкая и Ирина Кабанова                                    | Первый (Луцк)                   | «Могила в цветнике» |
| 2021 | Лучшее интервью в локальном медиа                                | Елена Ливицкая                                                     | Первый (Луцк)                   | «Поговори со мной. Постразговор с Русланой из луцкого автобуса с террористом» |

### Лучший материал с гражданской позицией
| Год  | Победитель            | СМИ                    | Материал                                                          |
| ---- | --------------------- | ---------------------- | ----------------------------------------------------------------- |
| 2010 | Александра Губицкая   | Информатор             | «По обе стороны льгот»                                            |
| 2011 | Ольга Волынская-Божко | Акцент-медиа           | «Заложники улицы»                                                 |
| 2012 | Тарас Зозулинский     |                        | «Жестокая правда из-за решетки»                                   |
| 2013 | Станислав Ясинский    | 1+1                    | «Соседи дяди Сережи»                                              |
| 2014 | Екатерина Завада      | Соль                   | «Как вставал Донецк: три дня противостояния».                     |
| 2015 | Юлия Мостовая         | Зеркало недели         | «На краску»                                                       |
| 2016 | Ирина Соломко         | ICTV                   | «Добровольцы»                                                     |
| 2017 | Надежда Бурдей        | 24 канал               | «Голые в огне. Форма пожарных — прогорает за секунды»             |
| 2018 | Богдан Кутепов        | Громадское телевидение | «Геническ»: история одного украинского минного тральщика "        |
| 2019 | Марьяна Пьецух        | Украинская правда      | «Серийная бездействие, или Особенности следствия по делу Гандзюк» |

### Лучшая подача резонансного материала
| Год  | Победитель                  | СМИ                    | Материал                                                                               |
| ---- | --------------------------- | ---------------------- | -------------------------------------------------------------------------------------- |
| 2010 | Татьяна Сивоконь (Савицкая) | Информатор             | «„Чёрные“ фармацевты»                                                                  |
| 2011 | Денис Киркач                | Новый вечерний Луганск | «Задержание с превышением. Неудобная тема»                                             |
| 2012 | Анна Кузюта                 | ZIK                    | «Программа „Провокация“. Мажоры. Всё дозволено»                                        |
| 2013 | Игорь Колтунов              | НТН                    | «Скандальное МВД»                                                                      |
| 2014 | Ярослав Тракало             | ТВі                    | «Кто хладнокровно расстреливал».                                                       |
| 2015 | Александр Макаров           | Зеркало недели         | «Бабушка умерла?»                                                                      |
| 2016 | Елена Козаченко             | Следствие. Инфо        | «Одеська мУтниця»                                                                      |
| 2017 | Сергей Андрушко             | Радио «Свобода»        | «Игра в имитацию»                                                                      |
| 2018 | Леся Иванова                | Наши деньги            | «Бронедрузья. Как команда Порошенко зарабатывает на оборонке»                          |
| 2019 | Леся Иванова                | Наши деньги            | «Разведка по почкам (Спецагент СБУ: 8 миллионов $, российские паспорта и 200 смертей)» |

### Лучшее журналистское расследование
| Год  | Победитель                       | СМИ            | Материал                                                                                                |
| ---- | -------------------------------- | -------------- | --- |
| 2010 | Надежда Павлик-Вачкова           | Интер          | «Мошенники под прокурорским прикрытием»                                                                 |
| 2011 | Екатерина Рыбий                  | ZIK            | «О господине Богдана Пихе, начальнике Львовской железной дороги, депутате Львовского областного совета» |
| 2012 | Денис Данько                     | 1+1            | «Киевский зоопарк»                                                                                      |
| 2013 | Денис Бигус                      | ТВі            | «Укртрансгаз. От пенсионеров к президенту»                                                              |
| 2014 | Денис Бигус и Алина Стрижак      | ZIK            | «Межигорье-2. Версаль Иванющенко»                                                                       |
| 2015 | Юрий Николов и Алексей Шалайский | Зеркало недели | «Профессионалы гнезда Каськива»                                                                         |
| 2015 | Алиса Юрченко                    | ZIK            | «„Вооружённые бароны“. Кто во время АТО зарабатывает на перепродаже автоматов со складов Минобороны»    |
| 2016 | Любовь Величко                   | Texty.org.ua   | Ukraine Toxic Chemical Clean-up Under Investigation                                                     |
| 2017 | Владимир Тимофийчук              | 2+2            | «Виновные без вины?! Как судят несовершеннолетних»                                                      |

### Лучшая подача сложной темы
| Год  | Победитель             | СМИ               | Материал                                                                            |
| ---- | ---------------------- | ----------------- | ----------------------------------------------------------------------------------- |
| 2010 | Надежда Павлик-Вачкова | Интер             | «Почему всех так волнуют соцстандарты?»                                             |
| 2011 | Ольга Мовчан           | ZIK               | «Йогурты — бактерии здесь больше не живут»                                          |
| 2012 | Денис Данько           | 1+1               | «Туберкулез в Украине»                                                              |
| 2013 | Богдан Буткевич        | Украинская неделя | «Сетевое болото»                                                                    |
| 2014 | Валентина Самар        | Зеркало недели    | серия статей о крымской проблематике                                                |
| 2015 | Анастасия Береза       | Новое время       | «Наш Сталинград»                                                                    |
| 2016 | Алексей Бобровников    | ТСН               | «Цикл сюжетов о „серой зоне“ на Донбассе»                                           |
| 2017 | Ирина Виртосу          | L’Officiel        | «Война, которая не отпускает: насилие в семьях участников АТО»                      |
| 2018 | Марьяна Вербовская     | Zaxid.net         | «Вода близко. Четыре мультимедийные истории людей, страдающих от изменения климата» |
| 2019 | Марина Ансифорова      | Наши деньги       | «Штаб-квартира судьи Артура: гости со скамьи подсудимых»                            |

### Надежда журналистики
| Год  | Победитель           | СМИ             | Материал                                                              |
| ---- | -------------------- | --------------- | --------------------------------------------------------------------- |
| 2010 | Олег Василевский     | Информатор      | Далекая близкая Европа                                                |
| 2011 | София Богуцкая       | 11 канал        | «В Украине празднуют день стеклопроизводителя»                        |
| 2012 | Екатерина Полякова   | Пороги          | «Запорожский студенческое общежитие: жить внутри, но против правил»   |
| 2013 | Ольга Юдина          | Фраза           | «Потемкинская экология по-днепропетровски, или Штрихи к „пакращенню“» |
| 2014 | Константин Мельников | Львов ТВ        | «Особенности парковки по-львовски».                                   |
| 2015 | Екатерина Зиновьева  | ICTV            | «Эвакуация из Дебальцево: как и куда уезжают с линии огня»            |
| 2016 | Богдан Пиленко       | 112 Украина     | «Немирное перемирие»                                                  |
| 2017 | Дмитрий Бондарь      | Следствие. Инфо | «Янтарные дети»                                                       |
| 2018 | Анна Калаур          | Следствие. Инфо | «И словом, и телом»                                                   |
| 2019 | Антон Столяров       | Наши деньги     | «Гнездышко от орла: как в общежитии Поплавского поселились депутаты»  |
| 2020 | Анастасия Иванцов    | Левый берег     | «Я убью твоего сына и потом посмотрим, сможешь ли ты дышать»          |
| 2021 | Яна Радченко         |                 | «Что нужно знать о гендерекогда тебе 16 лет»                          |

### Спецноминации
| Год  | Номинация                                                                                           | Победитель                           | СМИ                    | Материал |
| ---- | --------------------------------------------------------------------------------------------------- | ------------------------------------ | ---------------------- | --- |
| 2012 | Устойчивое (сбалансированное) развитие: Путь Украины                                                | Наталья Вареник                      | Зеркало недели         | «Экорынок: закон накормить дорогой, но сытной продукцией?»                                                      |
| 2012 | Останови коррупцию                                                                                  | Денис Данько                         | 1+1                    | «Солдаты на продажу»                                                                                            |
| 2012 | Предпринимательство нового поколения                                                                | Максим Бироваш                       | Корреспондент          | «Доильный аппарат»                                                                                              |
| 2013 | Лучший материал о защите прав человека в Украине                                                    | Игорь Колтунов                       | НТН                    | «Милицейские схемы»                                                                                             |
| 2013 | Лучший материал, вдохновляющий на создание собственного бизнеса                                     | Виолетта Лунева                      |                        | «Эмоции работают на успех»                                                                                      |
| 2014 | Цели Развития Тысячелетия. Будущее, которого мы хотим                                               | Оксана Миколюк                       | День                   | «Проблема № 1 для украинцев»                                                                                    |
| 2014 | Лучший материал, вдохновляющий на создание собственного бизнеса                                     | Татьяна Попова                       | БТБ                    | «Кондитерский бизнес»                                                                                           |
| 2015 | Соблюдение профессиональных стандартов в кризисное время                                            | Евгений Шибалов                      | Зеркало недели         | «Освободите наш город»                                                                                          |
| 2015 | Лучший материал, вдохновляющий на создание собственного бизнеса                                     | Оксана Дево                          | Hubs                   | «Конопляный бизнес»                                                                                             |
| 2015 | Строим новую Украину вместе                                                                         | Сергей Рахманин                      | Зеркало недели         | «Не стреляй» |
| 2016 | За человечность в бесчеловечные времена                                                             | Богдан Кутепов                       | Громадское телевидение | «Чечетов. Прощание»                                                                                             |
| 2016 | Строим новую Украину вместе                                                                         | Виталий Сыч и Виталина Приходько     | Новое время            | «Что если Донбасс завтра снова наш»                                                                             |
| 2016 | Лучший материал, вдохновляющий на создание собственного бизнеса                                     | Андрей Фарисей                       | Forbes                 | «Пивная интуиция: как превратить локальную пивоварню в национального производителя»                             |
| 2017 | Строим новую Украину вместе                                                                         | Федор Прокопчук                      | Громадское телевидение | Проект «Реформа»                                                                                                |
| 2018 | Зарядись против коррупции                                                                           | Мария Землянская                     | Сознательно            | «Дело чести» |
| 2020 | Лучший аудиоматериал                                                                                | Ирина Лопатина                       | Радио НВ               | «Война которая насилует»                                                                                        |
| 2021 | Лучший аудиоматериал                                                                                | Виктория Лавриненко и Ярослав Грицак | The Ukrainians         | «Музыка с историями. Рождество»                                                                                 |
| 2021 | Пояснительная журналистика во времена пандемии                                                      | Анастасия Иванцив                    | Левый берег            | «Деньги и справедливость: почему пациенты с ковидом вынуждены бороться за бесплатные лекарства»                 |
| 2021 | Эксперт-находка                                                                                     | Георгий Эрман                        | BBC News Украина       | «Как украинцы спасли от резни тысячи людей в Боснии и почему об этом не говорят»                                |
| 2021 | Эксперт-находка                                                                                     | Павел Новик                          | Bihus.info             | «Привкус кокса Как харьковский завод годами убивает экологию, отмахиваясь от судов и экологов»                  |
| 2021 | Лучший материал на тему соблюдения профессиональных стандартов, журналистской этики и саморегуляции | Оксана Расулова                      | Левый берег            | «Духовная война и угроза „майдана“. Как изменилась белорусская пропаганда после прихода российских журналистов» |
| 2021 | Лучший журналистский эксперимент                                                                    | Ярослав Ганущак                      | 1+1                    | «Карантин»: реально ли прожить день на метровом расстоянии от людей"                                            |